# Reserva natural de Katun

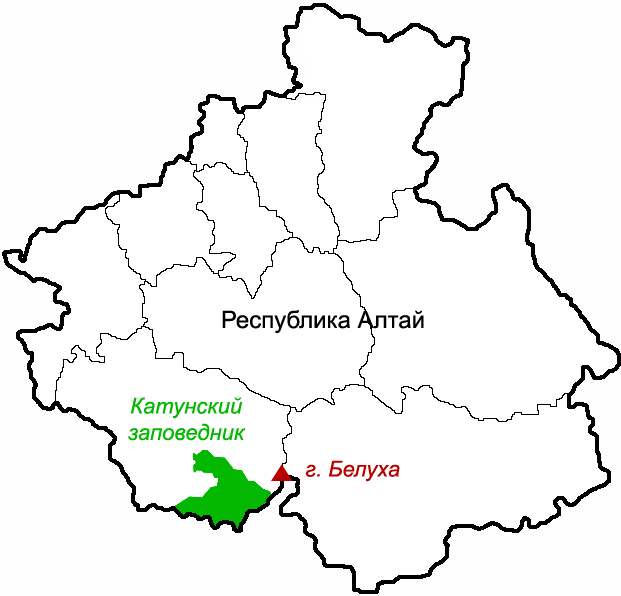
Els límits de la reserva de Katun, República de l'Altai.

La reserva de la biosfera de Katún o Katunski (en rus, Кату́нский биосфе́рный запове́дник, Katúnski biosférnyi zapovédnik) és una reserva natural estatal de la Federació Russa. La reserva va ser creada el 25 de juny de 1991. Se situa a les terres altes del centre d'Altai. S'estén per una superfície de 151.664 hectàrees. La seu de la reserva es troba al poble de Ust-Coxa.
L'any 1998 la reserva es va incloure en la llista de llocs que són Patrimoni de la Humanitat com ben natural per la Unesco, dins del lloc "Muntanyes Daurades de Altai". Al gener de l'any 2000 se li va reconèixer la condició de reserva de la biosfera. Té una altitud que va des dels 1.300 fins als 3.280 msnm. Dins de la reserva hi ha 135 llacs amb una superfície de 0,9 hectàrees o més.
A la flora de Katun es poden reconèixer fins a 700 espècies de plantes vasculars. Hi ha al parc 47 espècies de mamífers, 120 espècies d'aus, 3 espècies de rèptils i 8 espècies de peixos.

## Situació
Situada al sud de Sibèria, la serralada de l'Altai és el massís muntanyós més important de la regió biogeogràfica de Sibèria Occidental i la capçalera dels dos rius més cabalosos d'aquesta, l'Obi i el Irtich. El lloc comprèn tres parts diferenciades: la zona d' Zapovednik Altaisky amb una àrea de protecció al voltant del llac de Teletskoie; la zona d'Zapovednik Katunsky amb una àrea de protecció al voltant del mont Belukha; i la zona silenciosa d'Ukok, situada a l'altiplà del mateix nom. El lloc, que abasta una superfície total de 1.611.457 hectàrees, ofereix la seqüència més completa de zones vegetals d'altura de tota la Sibèria Central: estepa, bosc-estepa, bosc mixt, vegetació subalpina i vegetació alpina. També és un hàbitat de gran importància per a la conservació d'algunes espècies en perill d'extinció, en particular la pantera de les neus.
El gran refugi de vida natural de Sijote-Alín fou creat pe preservar la seva vida salvatge. L'any 2001, la Unesco va inscriure Sijote-Alin com Reserva de la Biosfera. Tres són els elements d'aquest lloc natural, Patrimoni de la Humanitat: 
| Codi    | Nom                                                                                                  | Lloc                 | Coordenades                                          | Superfície | Imatge |
| 768-001 | Reserva natural d'Altai (Altaisky Zapovednik) i zona de protecció del llac Telétskoye                | República de l'Altai | 51° 29′ 50″ N, 87° 42′ 40″ E / 51.49722°N,87.71111°E | 965753 Ha  |        |
| 768-002 | Reserva natural de Katun (Katunsky Zapovédnik) i zona de protecció al voltant de la muntanya Belukha | República de l'Altai | 49° 40′ 00″ N, 86° 00′ 00″ E / 49.66667°N,86.00000°E | 392800 Ha  |        |
| 768-003 | Zona de silenci d'Ukok que es troba a l'altiplà d'Ukok                                               | República de l'Altai | 49° 22′ 00″ N, 87° 30′ 00″ E / 49.36667°N,87.50000°E | 252904 Ha  |        |

La reserva cobreix una àrea de 16,175 km².

## Galeria d'imatges

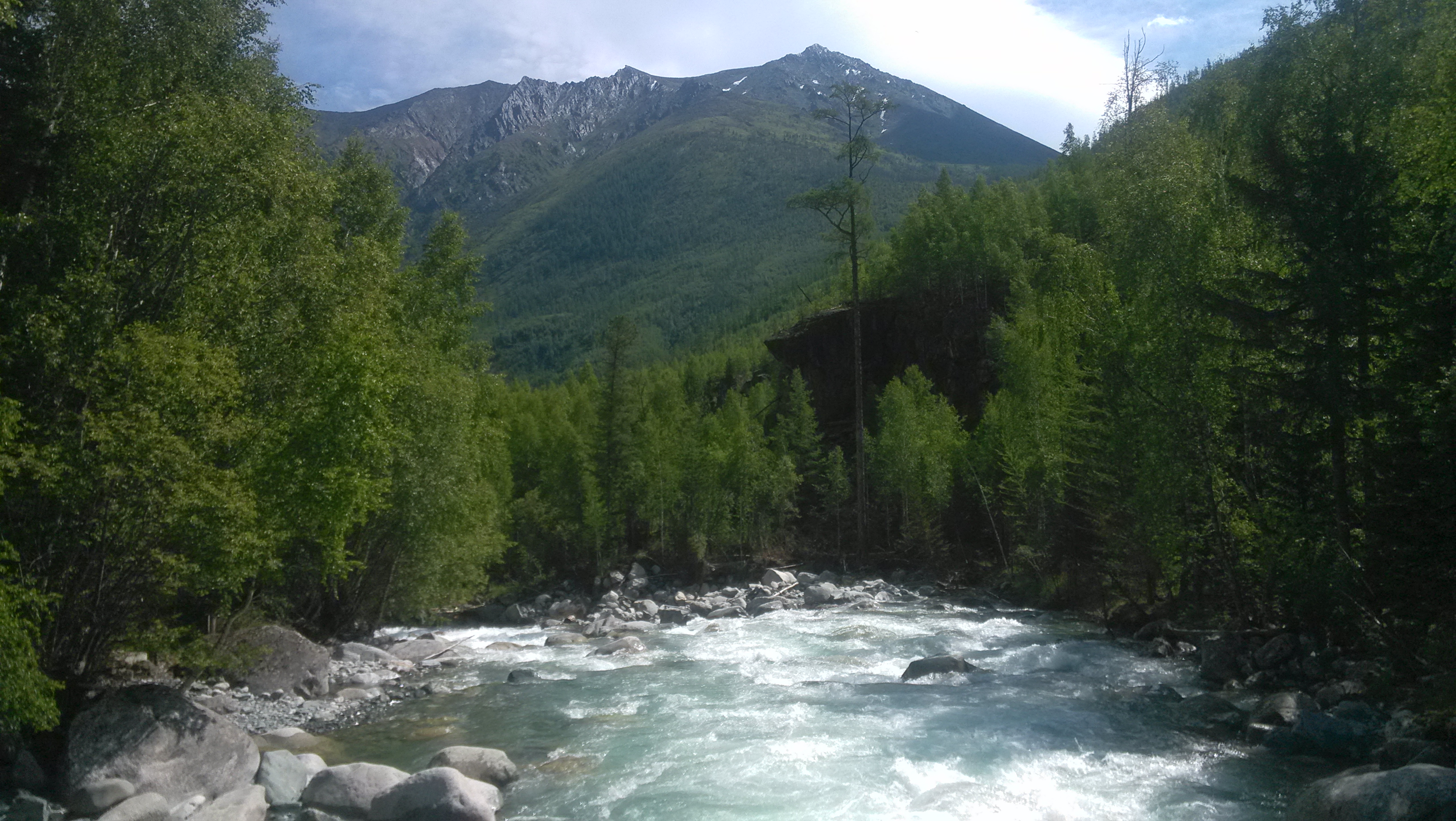
Entrada posterior a la reserva natural
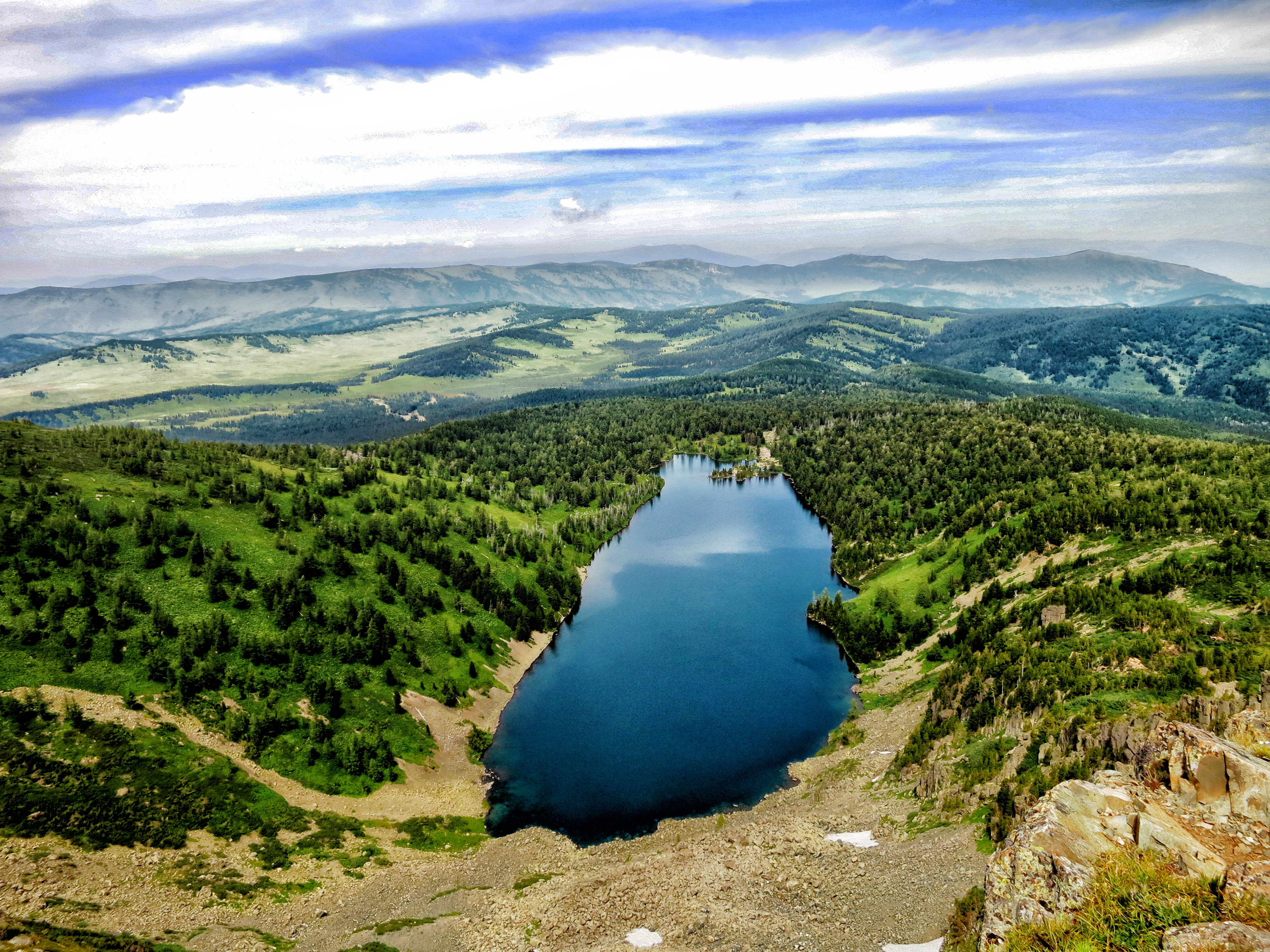
Paisatge de la reserva
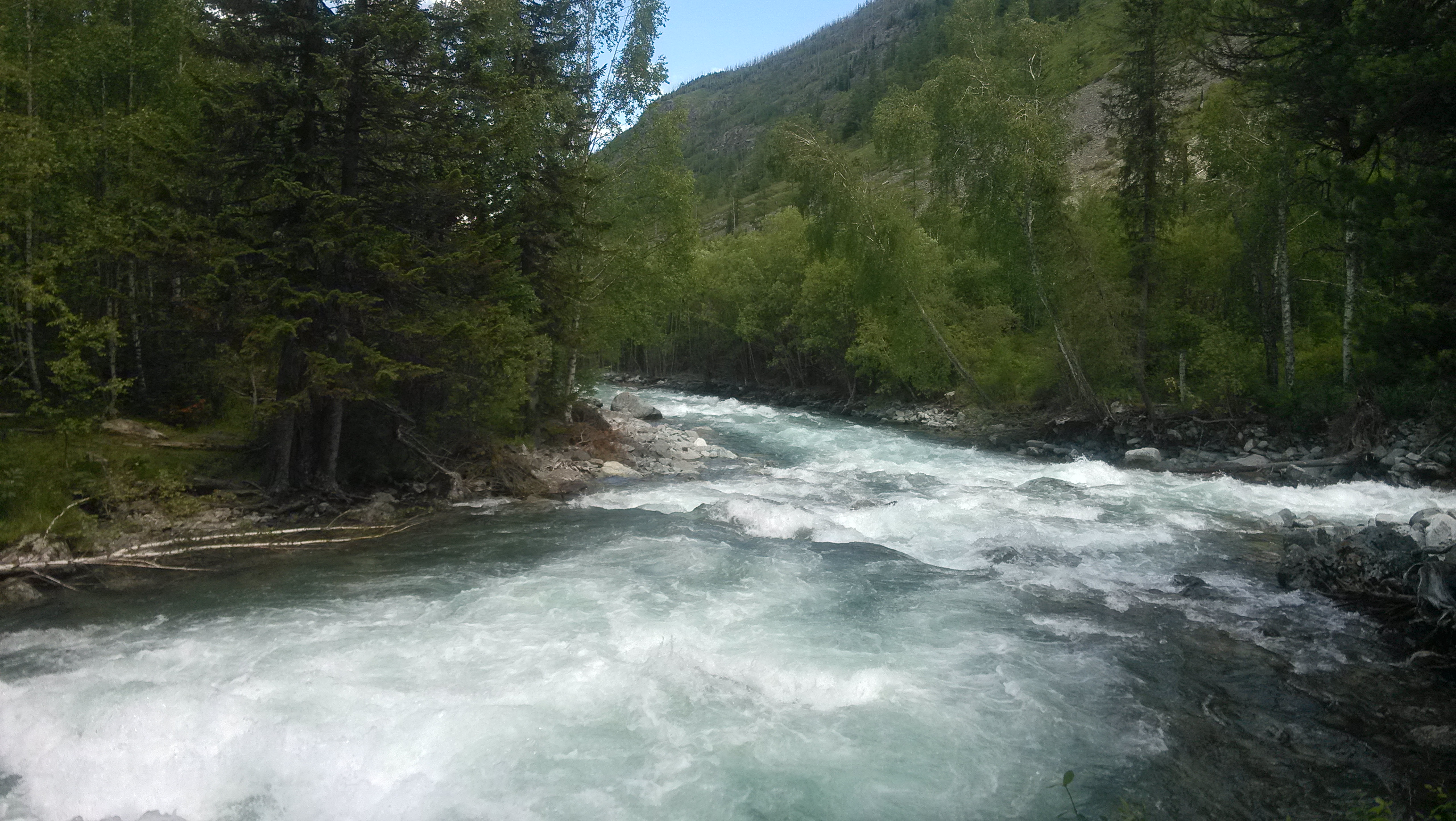
Riu de muntanya a la reserva natural de Katun